# O Jogo (reality show)
O Jogo foi um reality show exibido pela Rede Globo entre 27 de maio e 29 de julho de 2003, nas noites de terça feira.  
O reality misturava ficção e suspense. Com roteiro de Ronaldo Santos e do núcleo J.B. de Oliveira (Boninho) tinha como apresentador Zeca Camargo.

## Premissa
O ponto de partida do programa foi o assassinato do empresário Wagner Klein, diretor da Escola Paes Brasil, na fictícia Vila de Santo Antônio. Candidato a prefeito da cidade, Wagner era casado com a professora de Biologia Priscila Klein, mulher infeliz no casamento, e tinha um filho, Maurício Klein, jovem misterioso que vivia dos negócios do pai apesar de manter uma relação de aparências com a família. Depois de seu misterioso assassinato, descobria-se que o diretor era também um homem cheio de desafetos - com pelo menos 12 suspeitos que poderiam ter cometido o crime.
O assassinato, cometido no barco da família Klein, foi gravado pelo próprio assassino que, sem mostrar sua identidade, propôs um jogo, descrevendo 12 suspeitos - incluindo-se entre estes - e perguntando ao público: "Quem sou eu entre eles?". Para desvendar o mistério, entraram em cena os 12 investigadores, que receberam missões distintas. Eles foram divididos em grupos para o cumprimento das tarefas e a análise das pistas. Tudo era discutido e avaliado em conjunto. A cada episódio, o grupo todo, por meio da avaliação das pistas e dos álibis, reunia provas concretas e inocentava um dos suspeitos. Eram eliminados um suspeito e um participante/investigador. Para reunir as provas, os investigadores saíam em missões de investigação.

## Repercussão

### Prêmios e indicações
| Ano                | Prêmio            | Categoria              | Indicação | Resultado   | Ref. |
| ------------------ | ----------------- | ---------------------- | --------- | ----------- | ---- |
| 2003               |                   |                        |           |             |      |
| Troféu Santa Clara | Pior Reality Show | Ronaldo Santos Boninho | Venceu    | [ 3 ] [ 4 ] |      |
| Troféu Santa Clara | Vexame do Ano     | Ronaldo Santos Boninho | Venceu    | [ 3 ] [ 4 ] |      |